# Associazione Nazionale Marinai d'Italia
L'Associazione Nazionale Marinai d'Italia (ANMI) è un sodalizio di ex combattenti della Regia Marina, ex militari della Marina Militare italiana e di semplici cittadini, diffusa su tutto il territorio nazionale con Gruppi anche all'estero.

## Finalità
L'associazione, apolitica e senza fini di lucro, costituisce la libera unione di coloro che sono appartenuti o appartengono, senza distinzione di grado, alla Marina Militare e che, consapevoli dei propri doveri verso la Patria, intendono mantenersi uniti per meglio servirla in ogni tempo.

## Diffusione e riconoscimenti

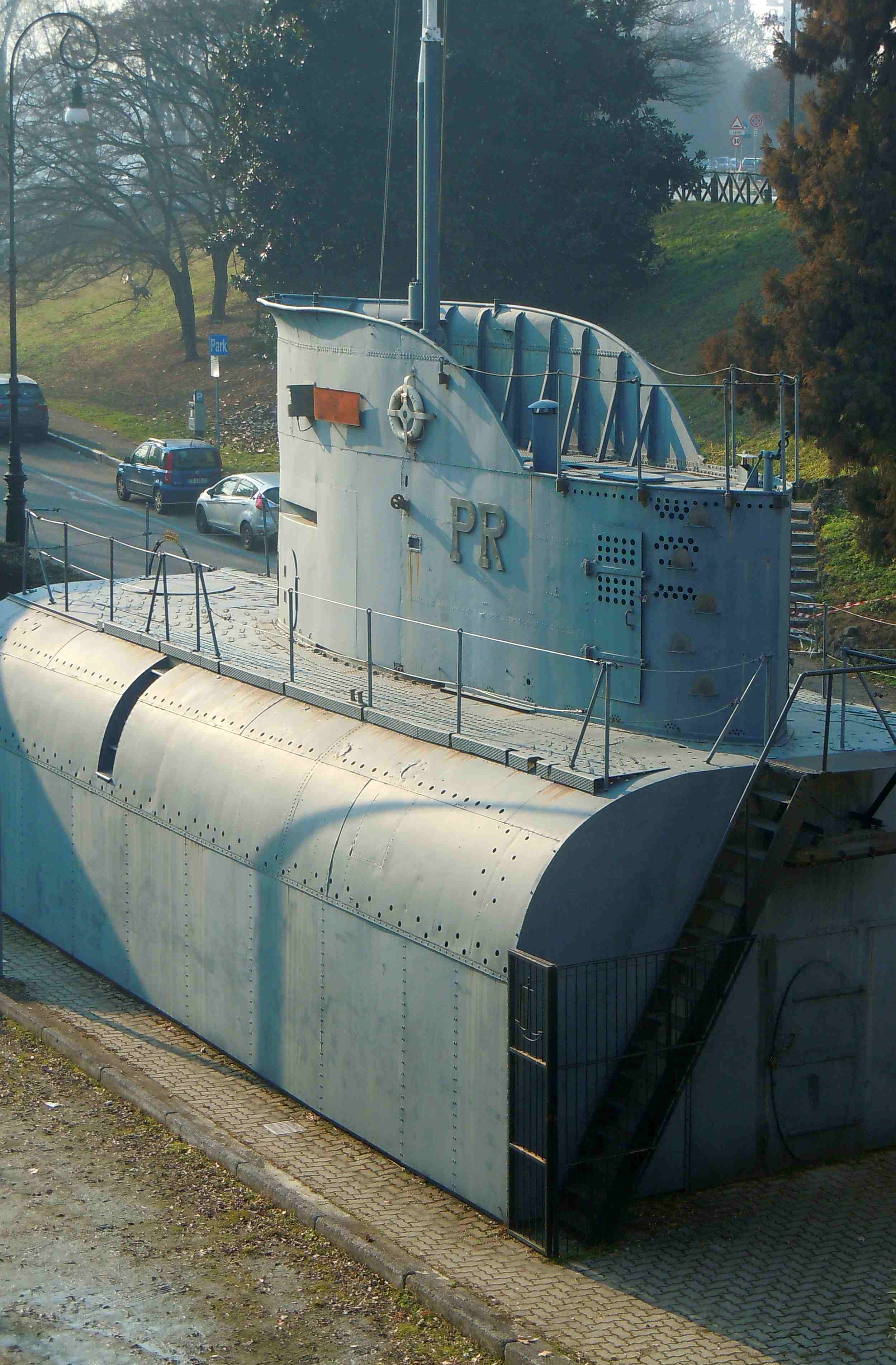
La sezione centrale del sommergibile Andrea Provana, collocata al parco del Valentino presso la sede torinese dell'ANMI.

La sede nazionale si trova a Roma, caserma "Riccardo Grazioli Lante della Rovere", piazza Giovanni Randaccio, 2 - 00195. 
L'associazione è posta sotto la tutela del Ministero della difesa e conta su oltre 400 sedi in diverse città d'Italia, alle quali si sommano le  12 all'estero e presenti in Australia, Brasile, Canada, Stati Uniti d'America e Tenerife (Spagna).
L'associazione è stata riconosciuta con decreto del capo del Governo del 19 maggio 1943. In seguito, grazie al decreto del presidente della Repubblica del 18 settembre 1984 - n. 788, è avvenuta l'approvazione del Nuovo Statuto dell'Associazione Nazionale Marinai d'Italia.
Il decreto è stato registrato alla Corte dei conti il 12 novembre dello stesso anno (reg. n. 36 Difesa fg. n. 321) e pubblicato sulla Gazzetta Ufficiale (n. 326 del 27 novembre 1984) a firma del presidente della repubblica Sandro Pertini e del ministro della difesa Giovanni Spadolini.
L'associazione fa inoltre parte del Consiglio nazionale permanente delle associazioni d'arma, denominato Assoarma.

## Attività
La Presidenza Nazionale pubblica il "Giornale dei Marinai d'Italia (8 numeri/anno).
Da ricordare inoltre l'attività svolta dall'associazione nell'ambito della Confederazione marittima internazionale (CMI), della quale è membro sin dal 1980.
Collabora, infine, anche con la STAI (Sail Training Association Italia), di cui sono Soci fondatori lo Yacht Club Italiano e la Marina Militare.